# 영생교
영생교(永生敎)는 대한민국의 사이비 종교로서 조희성에 의해 1981년 경기도 부천시에서 영생교 하나님의 성회 승리제단이라는 이름으로 창설되었다. 영생교 또는 승리제단으로 부르는 것이 보통이다.

## 교리

### 연구
<승리제단 이해를 위한 신종교 특성 이해>
역사적으로 볼 때 많은 신종교의 발생 원인이 기존의 사회질서나 기성종교의 역할에 대한 불만과 반작용에 있었다는 점에서 신종교는 창교 초기에 기존의 사회질서나 기성종교와 긴장관계를 형성하기도 하며, 발생과 전개과정에서 비도덕적이고 불법적인 사건이 발생하기도 한다. 또한, 그 종교적 신념이 현재의 질서를 부정하고 이상세계의 새 질서를 대망하는 급진적 천년왕국운동인 경우 기존 사회질서와 충돌하였고 폭력적 혁명운동으로 발전하기도 했다. 그 정도는 아닐지라도 그 추종자들이 창교자가 주장하는 신의 계시를 무조건 받아들인 나머지 재산을 팔아 헌납하기도 하고, 가정을 버리고 종교에 귀의하거나, 심지어 살인이나 자살까지 신앙의 이름으로 행하여 심각한 사회문제를 일으키기도 하는데, 이 때문에 신종교는 사이비종교, 유사종교, 등의 이름으로 사회적 비난을 받기도 한다. 사회에 대한 신종교의 부정적 기능이 존재함에도 불구하고 종교연구가는 사회통념으로 신종교 현상을 바라보아서는 안 된다. 신종교와 신종교인의 입장에서 사태를 파악해야 입체적인 신종교 현상을 이해할 수 있다.
승리제단은 창교자의 계시와 사명자 의식을 바탕으로 자생한 것이 아니라 전도관이라는 신종교에서 파생된 또 다른 신종교의 유형에 해당하며, 비록 사회질서를 거부하는 급진적이고 혁명적인 성격은 아니지만, 노만 콘(Norman Cohn)이 말하는 천년왕국운동의 전형적인 유형이라 할 수 있다. 따라서 초기 승리제단이 주장한 교리와 그곳에서 벌어졌던 일련의 사건은 외부 사회와의 높은 긴장관계를 조성하기에 충분했다.

영생교 승리제단과 조희성에 대하여 학문적으로 연구한 학자는 거의 없는 것으로 알려져 있다. 영생교와 조희성은 교리에 대한 체계적인 연구가 이루어지기 전에 먼저 사회적으로 물의를 일으켜 언론에 보도되었기 때문이다. 현재 영생교 연구자로는 김종석 박사가 유일한 것으로 알려져 있다.
김종석은 선문대학교에서 《한국 메시아운동사 연구-한국의 육신영생신앙》으로 철학 박사 학위를 받았는데, 승리제단에 대한 연구는 비판적 연구가들이 쓴 비난성 기사를 제외하고는 전무하다고 하며, 더 나아가 영생교에 대한 연구가 적은 이유는 사회적 인지도가 낮아 학문적 연구대상으로 관심을 받지 못하였기 때문이라고 한다.
김종석은 위의 자신의 논문이 영생교에 대한 현상학적 해석이나 사회학적, 철학적, 사상적 종교이론의 전개를 목적으로 작성된 것이 아니라, 두 신흥 종교의 핵심 정체성인 '피의 원리'를 중심으로 한 '육신영생신앙'의 형성과 전개과정을 참여관찰과 역사학적 방법으로 연구하였다고 밝히고 있다.

### 교리
<신종교 교리적 특성>
조희성은 한국 사회의 모든 영역에서 주류를 형성하고 있는 기독교의 세계관, 성경, 그리고 예수를 부정하였고, 예수를 ‘마귀 새끼’로, 자신을 ‘삼위일체의 하나님’이라고 주장하였다. 이러한 조희성의 태도는 외부세계, 특히 기독교와의 긴장 관계를 불러일으킬 수밖에 없었다. 조희성의 설교와 승리제단의 기도문에 등장하는 용어 또한 지나치게 원색적이고 공력적이어서 그 정체를 오해받기 쉬웠다. 이런 이유로 승리제단은 터무니없이 육신영생을 주장하는 ‘사이비종교’로 공격을 받고 있는 상황이었다. 뿐만이 아니라 1990년대 초 승리제단은 미국 교포신문인 <가주신문> 1988년 3월 16일 자 기사를 근거로 여의도순복음교회 창설자 조용기 목사가 매독에 걸렸다고 주장하며, 신문 기사를 포함하는 유인물을 만들어 여의도순복음교회 주변에 뿌렸다. 이러한 승리제단의 종교적 행동은 순복음교회와 심각한 갈등을 초래하기도 했다.
<한민족은 단지파의 후손>
한민족의 조상은 단군이다. 영생교에서는 단군을 신화적 존재가 아니라 역사적 인물이라고 하면서 성경 창세기에 나오는 야곱의 12아들 중 한 명인 단(DAN)이라고 주장한다. 단지파는 성경상 사라진 이스라엘의 한 지파로 알려져있는데, 영생교에서는 단지파가 이스라엘의 소라 지역을 떠나 이라크 이란을 거쳐 중앙아시아를 지나 알타이 산맥에 수백 년 머물다가 당시 이동하여 한반도에 들어와 정착했다고 주장하고 있다. 그 증거로 한국어는 알타이어족이며, 이스라엘 민족과 풍습이 수십 가지 동일하며, 와당에 적힌 글자가 고대 히브리어라고 주장한다.
<'살아 영생'의 교리>
영생교는 기독교 등 다른 종교가 '사후(死後) 영생' 또는 '사후(死後) 극락'의 교리를 갖는 것과 달리 '살아 영생'이라는 교리를 표방하고 있다. 인간이 육신을 가지고 영생하는 것은 불가능하다는 것이 오늘날의 과학적 결론이지만 영생교에서는 사람의 실체는 원래 신이었기 때문에 현재의 사람이 원래의 실체로 돌아가면 즉 신이 되면 죽지 않는 불사(不死)의 영생체가 된다고 하며, 이러한 내용은 성경과 불경, 격암유록 등 여러 경전에 언급되어 있다고 주장한다. 즉 요한 복음서 3장 5절의 "사람이 물과 성령으로 나지 아니하면 하느님 나라에 들어갈 수 없느니라"에서 '사람이 성령으로 나지 아니하면'을 '사람이 하느님으로 다시 태어나지 아니하면'으로 해석하고, 하느님이 사시는 나라를 하느님 나라라고 해석하여 '사람이 하느님으로 다시 태어나지 아니하면 하느님 나라에 들어갈 수 없다'라고 풀이한다.
다시 말하자면 '사람이 하느님이 되어야만 하늘나라에 들어갈 수 있고, 구원을 받을 수 있다'는 것이다. 그들은 불경 또한 '사람이 부처님이 되어야 극락에 갈 수 있다'고 해석한다.
<성경상의 이긴자>
영생교의 창교자 조희성은 자신이 성경 요한계시록 2장 3장에 언급된 이긴자, 열반경에 언급된 미륵불, 격암유록에 예언된 정도령이라고 주장한다.

## 승리제단 초기 상황과 사건
영생교의 일부 신도가 일으킨 다음과 같은 사건은 대한민국 사회에서 크게 물의를 일으킨 바 있다.

### 승리제단 초기 상황
1980년 10월 15일 공식 출범한 이후 10여 년의 세월을 거치는 동안 승리제단에는 다양한 사람들이 들어오고 나갔다. 그들은 한결같이 영생하는 창교자를 믿으며 승리제단 중심의 지상천국실현을 고대했고, 지상천국의 실현은 인간의 몸이 영원히 죽지 않는 것에서 시작된다고 믿었다. 창교 후 10년이 지난 1990년 당시 그들은 자신들의 종교적 신념을 위해 승리제단 안팎의 각종 어려움을 극복하며 전도활동에 매진하고 있었다. 세련된 교리서와 조직, 전도를 위한 전략과 전술은 부족했어도 늘 “형제를 내 몸처럼 여기라”는 창교자의 종교적 신조를 대다수 신앙자들은 실천하고 있었다.
그런데 내부에서 이상 기류가 감지되고 있었다. 전도관의 관장 출신들이 조희성의 가르침에 반발하는 기미를 보이기 시작한 것이다. 특히, 승리제단 초기(1982년)에 발생한 이현석의 이탈은 이현석이 조희성의 절대성을 부정한 결과로 이해된다.
승리제단 창교 초기 승리제단에 합류한 사람 중에서 가장 두드러진 부류로 전도관 출신자들을 들 수 있다. 이들 중에는 이현석, 양해금, 김은태, 김정완, 현광종 등 전도관 관장 출신들도 있었고, 전도관 출신이자 경북대학교 법과 교수였던 신진규도 있었다. 그러나 이들은 중요 직책에서 나름의 역할을 했지만, 전도관 출신 상당수가 초기에 이탈하는 경우가 있었던 것으로 보아 그들의 신앙적 만족도가 승리제단 내에서 오래가지는 않은 것으로 보인다.
이후 양해금 같은 전도관 출신들이 배교의 기미를 보이기 시작했다. 그런데 배교의 기미가 보이는 신도들을 납치하고 감금한다는 이탈자들의 진정과 과거 신앙촌에서와 마찬가지로 신도들을 동원해 물품을 팔게 하거나 공장에서 강제노역을 시킨다는 소문, 그리고 공권력과의 충돌과 언론보도 등으로 사회와의 긴장이 더욱 고조되었다.
또한, 밀실과 전도관을 모태로 시작된 승리제단은 필연적으로 밀실과 전도관의 신도들을 흡수해야 했는데, 그 과정에서 승리제단과 밀실, 그리고 승리제단과 전도관과의 긴장관계는 피할 수 없었던 것으로 파악된다. 조희성은 긴장관계에 대응하기 위해 대기실과 경호원들을 운영했다. 경호원들은 절대적 신앙에서 조희성을 추종하는 사람들이었고, 그만큼 조희성과 친밀한 관계 속에서 생활하였다. 경호원 운영의 초기 목적은 밀실과 전도관 등 외부와의 충돌에서 조희성을 보호하기 위함이었으나, 지성룡과 라경옥 등 극렬 맹신자들의 신앙이 과도한 충성심으로 흐르자 결국 살인까지 저질렀던 것으로 보인다. 1982년 이후 불거져 나온 극렬 맹신자들의 이탈자들에 대한 감금, 폭행, 살인과 암매장 등 혐의는 법원에서 모두 유죄로 판결 났다. 이를 계기로 사회와 본격적으로 갈등하게 되었는데, 그것은 승리제단의 피할 수 없는 비극적 운명의 시작이었다. 그리고 이 비극적 사건은 십수 년이 지난 2003년 8월이 되어서야 세상에 알려지게 되었다.

### 납치 및 폭행
대부분 신종교의 초창기는 반사회적 행위 및 일탈행위가 일어나기 쉬운 조건을 갖고 있다. 영생교도 이점 예외가 아니었다. 특이한 점은 수많은 논란에도 불구하고 드러난 사실을 통해 볼 때 승리제단 초기의 일탈 사건이 창교자의 뜻과 무관하게 벌어졌다는 점과 이런 사건들은 반 승리제단 세력들에 의해 승리제단과 조희성을 음해하는 데에 많이 이용되었다는 점이다.
첫 번째 사건은 신진규 교수 사건이다. 영생교 승리제단은 1989년 5월 9일에 한 때 1988년 10월 30일 승리신문에 기고한 적이 있을 정도로 열성신도였던 신진규 경북대 공법학과 교수가 영생교를 그만두자 20일동안 감금, 폭행하였다는 기사가 보도되기도 했다. 그러나 보도된 신진규 교수 사건과는 다른 내막이 있었다. 신진규 교수가 이 사건을 취하했다는 사실이다. 그것은 자신에 대한 감금 및 폭행이 아내 김순자의 선의에 의한 행동으로 발생한 것이므로 처벌을 원하지 않는다는 내용이다.

### 경관 감금 및 폭행
일부 언론은 1992년 9월 28일 역곡시장 부근에서 발생한 이 사건을 아래와 같이 보도 하였다. 
1992년 9월 28일에 경찰관 3명은 영생교의 종말론 유포와 헌금부정사건을 수사하려 하였다. 그러나 영생교 신도들은 교주를 연행하려던 경찰관 3명을 폭행하고 그 중 1명은 3시간여 만에 풀어주었던 사실이 드러났다.
그러나 이 사건에 대한 검찰의 공소장과 목격자들의 증언, 그리고 여러 객관적 자료는 이 사건의 또 다른 진실을 말하고 있다.

#### 검찰의 공소장이 말하는 사건 개요
① 당시 검찰은 상해 혐의로 지명수배되어 있던 라경옥을 찾고 있던 중 영생교 창시자 조희성이 타고 있던 차량에 라경옥이 있을 것으로 보고 ② 경찰관 신분을 밝히 정차를 요청했다고 한다. ③ 이때 조희성이 김정웅 등 승리제단 청년 신도들을 카폰으로 불러 ④ 경찰관을 사건 발생 장소 인근의 승리제단 건물로 경관을 끌고 가 감금하고 폭행했다는 것이다.

#### 객관적 자료와 재판 진술이 말하는 사건 개요
① 이 사건 발생일이 1992년 9월 28일인 점을 감안할 때 언론은 이 사건 이틀 전 9월 26일에 이 사건의 개요를 이미 예견하고 있었다는 점에서 검찰은 라경옥이 아니라 교주 연행을 계획하고 있었음을 알 수 있다.
② 사복 경찰관들은 신분을 밝히지 않고 조희성을 강제로 연행하려 했고, 영생교인들은 이들을 교주 납치범으로 오인하여 소동이 벌어졌다. 당시 현장에 있던 영생교인 최순희가 납치범으로 오인한 사복 경찰관 2명을 그들의 동의하에 현장에 출동한 정복 경찰관을 차량에 동승시켜 승리제단으로 데려 가던 중, 사복 경찰관 1인이 탈출하려 하자 최순희와 심한 몸싸움이 벌어졌고, 사복 경찰관들은 전치 2주의 안면 찰과상을, 최순희는 전치 3주의 상해를 입었다.
③ 승리제단 청년들을 부른 것은 영생교 창시자 조희성이 아니라 사건을 목격한 영생교인 김신배였다.
④ 납치범으로 오인하여 끌고 온 사복 경찰관 오광일은 부천남부경찰서장과 경찰들 입회 하에 사건 경위에 자신의 신분과 이름을 밝혔고 영생교인들은 오해를 풀고 사복경찰관은 풀려났다.
형사들을 괴한으로 오인해 일어난 이 사건은 서울지검 강력부 검사 김홍일이 담당하고 있었는데, 김 검사는 최순희 등 승리제단 신도들을 공무집행방해죄로 구속하지 않았으며 그가 강력부를 떠날 때까지 영생교 사건은 수면에 가라앉아 있었다. 그런데 1993년경 이경재 검사가 서울지검 강력부 검사로 부임하자 상황은 180도 달라졌다. 이경재 검사는 영생교를 종교가 아니라 폭력 살인집단으로 보았다. 영생교의 교주를 폭력살인집단의 괴수로 본 이경재검사는 영생교를 척결하기로 결심하였고(승리제단의 인사에 따르면 청와대의 지시도 있었다고 한다), 영생교 신도들 앞에서 “영생교를 반드시 없애버리겠다”고 공언까지도 하였다.

### 살인 및 유골 발굴

#### 사건이 알려진 경위
1994년 1월 12일에 교주 조희성이 서울지검에 사기, 횡령, 경관 감금 등의 혐의로 구속되었다. 13일에는 국제종교문제연구소와 피해자 가족들은 영생교에 의해 납치 또는 실종된 사람이 15명에 달한다며 수사를 요구하였다.
이에 따라 검찰은 수사를 진행하였으며 같은 해 2월 20일에는 영생교의 행동대 3명을 구속하였다. 그리고 조희성과 이들 3명을 추궁하였다.

#### 유골 발굴
검찰은 1995년 3월 7일에 피의자의 진술대로 경기도 용인에서 1984년에 암매장되었던 소문종의 것으로 추정되는 유골을 발굴하였다.
 영생교의 암매장 사실이 사실로 확인되자 검찰은 수사를 확대하여 또다른 실종 신도들에 대한 수사를 확대하였다. 수사의 대상이 된 실종자들의 가족들도 언론의 인터뷰에 응하였다.

#### 이탈신도들에 대한 보복
영생교의 배교자 처단조는 크게 지성룡파와 나경옥 파로 나뉘었는데, 지성룡파가 소문종 납치살해를 주도한 뒤 나경옥파가 1990년에 지성룡 살해한 후 배교자 처단을 주도해왔다.
 검찰은 김규석이 소와 같은해에 교단 비리를 폭로하려다 납치되었고 11년째 행방이 묘연했다는 사실도 확인하였다.

#### 검찰의 수사
검찰은 9일에 잠적했던 나경옥을 비롯한 배교자 처단조를 공개 수사하기로 하였다.
 뿐만 아니라 검찰은 동년(同年) 5월 16일에 용인에서 발굴된 유골이 부검결과 소문종 것임을 입증하는 데에도 성공하였다.
 또한 1996년 12월 11일에는 또다른 사이비종교 사건인 아가동산 사건이 발생한 시점에서 경기도 부천에 위치한 영생교 밀실 정원에서는 유골이 발견되었다. 제보자는 유골이 1987년 6월에 납치된 안경렬이나 함께 납치된 김철순 중 한 사람의 것이라고 주장하였다.
 김철순은 영생교 신도가 아니었고, 조희성과 아무런 관계가 없었음에도 불구하고 단지 안경렬이 납치된 사실을 목격했다는 이유만으로 함께 납치, 살해당했다고 한다.
2003년 8월에는 영생교의 범죄행각이 다시 수면위로 떠오르게 되었다. 경기도 안성시의 금광저수지 근처 야산에서 1990년에 나경옥에게 살해된 지성룡의 것으로 추정되는 유골까지 발견되었다.
 뿐만 아니라 검찰은 8월 17일에 전라북도 정읍시에서 1990년에 실종된 박차선의 것으로 추정되는 유골도 발굴하였다.
 18일에는 전북 완주군에서도 1990년에 실종된 양해금의 것으로 추정되는 유골을 발굴하는 데 성공하였다.

#### 중형 언도
결국 2004년 2월에 수원지방법원은 혐의를 완강하게 부인하던 교주 조희성과 처단조 행동대장 나경옥에게 사형을 선고했다. 다른 처단조 간부인 김진태는 무기징역 조모, 정모는 각각 징역 15,12년 형이 선고되었다.
 그러나 교주 조희성과 간부들은 항소하였으며 원심과 달리 항소심에서 교주는 직접적으로 신도 살해를 지시하였는가에 대한 뚜렷한 증거가 없다는 이유로 살인에 대해서는 무죄를 선고받았으며 나경옥의 도피를 방조한 것에 대해서만 2년형을 선고받았다. 서울고법은 교주 조희성과는 대조적으로 처단조 간부 나경옥, 김진태, 조모, 정모에 대해서는 원심대로 판결하였다.
 이후 교주 조희성은 상고심 계류중에 심근경색으로 사망하였다.
 한편 같은 해 9월에 나머지 간부들은 1심과 2심 그대로 나경옥은 사형, 김진태는 무기징역, 조 모와 정 모에게는 각각 징역 15, 12년형을 선고한 원심이 그대로 확정되었다.

### 착취
영생교는 '근화실업'이라는 기업을 세우고 신도 200명을 고용했다. 그러나 근화실업은 사원들에게 지급해야 할 임금, 즉 사원들이 받아야 할 노동의 정당한 대가를 영생교의 활동자금으로 빼돌렸던 것으로 밝혀졌다. 1991년 8월부터 1994년 2월까지 원래 30~70만원씩 지급하기로 한 임금을 2~10만원만 지급하는 수법으로 총 15억원을 교단 자금으로 빼돌렸다. 서울지방검찰 특수부는 특정경제범죄가중처벌법 위반(업무상 횡령)혐의로 1994년 3월 9일에 당시 총무였던 윤태수(1994년 당시 49세)를 구속하고 교주 조씨에게도 같은 혐의를 적용하는 한편, 사장인 양시춘을 수배했다.

## 보도
MBC PD수첩은 1994년 2월 15일자 프로그램에서 영생교 문제를 다뤘다. 이 프로그램으로 PD수첩은 1995년 2월 21일에 프레스센터에서 제5회 한국언론학회 언론상 중 방송 부문을 수상했다. 그러자 교주 조희성은 MBC에 손해배상 10억원을 요구하는 소송을 제기하였다. 그러나 1999년 7월 23일에 법원은 공익 차원의 보도인데다가 교주 조희성의 명예를 훼손한다고 판단되지 않는만큼 손해배상은 물론 반론보도까지 할 필요가 없다고 판결하였다.
KBS 추적 60분은 영생교와 관련된 프로그램을 방송에 3차례 내보냈다. 1994년 3월 27일에 처음으로 영생교와 관련된 프로그램을 제작하였다. 두 번째는 보도는 소문종의 유골이 발견됨으로써 영생교의 배교자 살해가 드러나자 1995년 3월 12일에 영생교의 내막을 폭로하였다.
2003년에 영생교의 살인 행각이 또다시 수면 위로 떠오르게 되자 추적 60분은 또다시 2주 간에 걸쳐서 2부작으로 영생교의 정체를 보도했다. 첫 보도는 8월 16일에 보도하였으며, 방송이 보도되는 날에 영생교 신자들이 KBS본관 앞에서 항의 시위를 벌이기도 했다. 같은 달 23일에는 교주 조희성의 교리를 빙자한 범죄행각 역시 폭로하였다.

## 조희성의 사후
2004년 조희성이 죽고 그의 시신은 김포시 대곶면에 묻혔으며, 부인인 이영자가 총재로서 승리제단을 이끌고 있다. 분파로는 삼천년성과 군화엄마(君火唵嘛)와 같은 단체가 있다. 이 중 군화엄마는 2004년과 2011년에 세계적인 괴질이 닥칠 것이라 주장했다.

## 같이 보기
- 신천지예수교 증거장막성전
- 세계평화통일가정연합
- 기쁜소식선교회
- 만민중앙교회
- 기독교복음선교회
- 기독교복음침례회